# 伊達宗信
伊達宗信（1603年—1627年7月9日，即慶長8年－寬永4年5月26日）日本江戶時代初期武將。伊達政宗六男，母為柴田宗義女阿山方。幼名為吉松丸。越前守。岩崎伊達氏第2代當主。

## 經歷
作為奧州的戰國大名・伊達政宗六男出生。兄伊達宗綱（政宗五男，前岩崎伊達家當主）於15歳時早逝，作為其養子繼承岩崎險地館主。茂庭綱元擔任後見人以協助政務。之後，宗信於24歳英年早逝。岩崎伊達氏後繼斷絕。